# Steve Bull
Stephen George "Steve" Bull (MBE) (født 28. marts 1965 i Tipton, England) er en tidligere engelsk fodboldspiller, der spillede som angriber. Han var på klubplan i 14 år tilknyttet Wolverhampton Wanderers, hvor han scorede 250 ligamål i næsten 500 kampe, og opnåede status som klublegende. Nogen titler med klubben blev det dog ikke til.
Bull blev desuden noteret for 13 kampe og tre scoringer for Englands landshold. Han repræsenterede sit land ved VM i 1990 i Italien, hvor englænderne nåede semifinalerne.